# Diego Seoane
Diego Seoane Pérez (Orense, 26 de abril de 1988) es un exfutbolista español que jugaba de defensa.

## Trayectoria
Debutó con el primer equipo del R. C. Deportivo de La Coruña en el choque de Copa del Rey disputado ante el Sevilla F. C. en el Sánchez Pizjuán (0-1) el 27 de enero de 2010.
El 28 de enero de 2013 renovó con el club coruñés hasta 2018 y se marchó cedido al Córdoba C. F. para la temporada 2012-13.
El 14 de enero de 2015 se hizo oficial su cesión al C. D. Lugo para la segunda mitad de la temporada 2014-15. El 21 de julio de ese mismo año fichó por la S. D. Ponferradina después de desvincularse del Deportivo de La Coruña.
El 17 de febrero de 2017 fichó por el F. C. Dacia Chișinău tras pasar sin equipo la primera parte de la temporada 2016-17.
El 11 de enero de 2018 se hizo oficial su fichaje por el Racing Club de Ferrol. Estuvo en el club hasta el final de la temporada 2020-21, marchándose posteriormente al Pontevedra C. F.
En 2023 puso fin a su carrera y regresó al C. D. Lugo para formar parte del cuerpo técnico del cadete "B".

## Selección nacional
El 11 de febrero de 2010 fue citado para unos entrenamientos con la selección española sub-21.

## Clubes
Actualizado al último partido jugado en su carrera deportiva.
| Club                              | País     | Año       | Partidos | Goles |
| --------------------------------- | -------- | --------- | -------- | ----- |
| R. C. Deportivo de La Coruña "B"  | España   | 2007-2011 | 55       | 3     |
| S. D. Ciudad de Santiago (cedido) | España   | 2007-2008 | 25       | 0     |
| R. C. Deportivo de La Coruña      | España   | 2010-2015 | 52       | 0     |
| Córdoba C. F. (cedido)            | España   | 2013      | 13       | 0     |
| C. D. Lugo (cedido)               | España   | 2015      | 9        | 0     |
| S. D. Ponferradina                | España   | 2015-2016 | 20       | 0     |
| F. C. Dacia Chișinău              | Moldavia | 2017      | 22       | 1     |
| Racing Club de Ferrol             | España   | 2018-2021 | 63       | 3     |
| Pontevedra C. F.                  | España   | 2021-2023 | 52       | 2     |